# Hieronymus Lorm

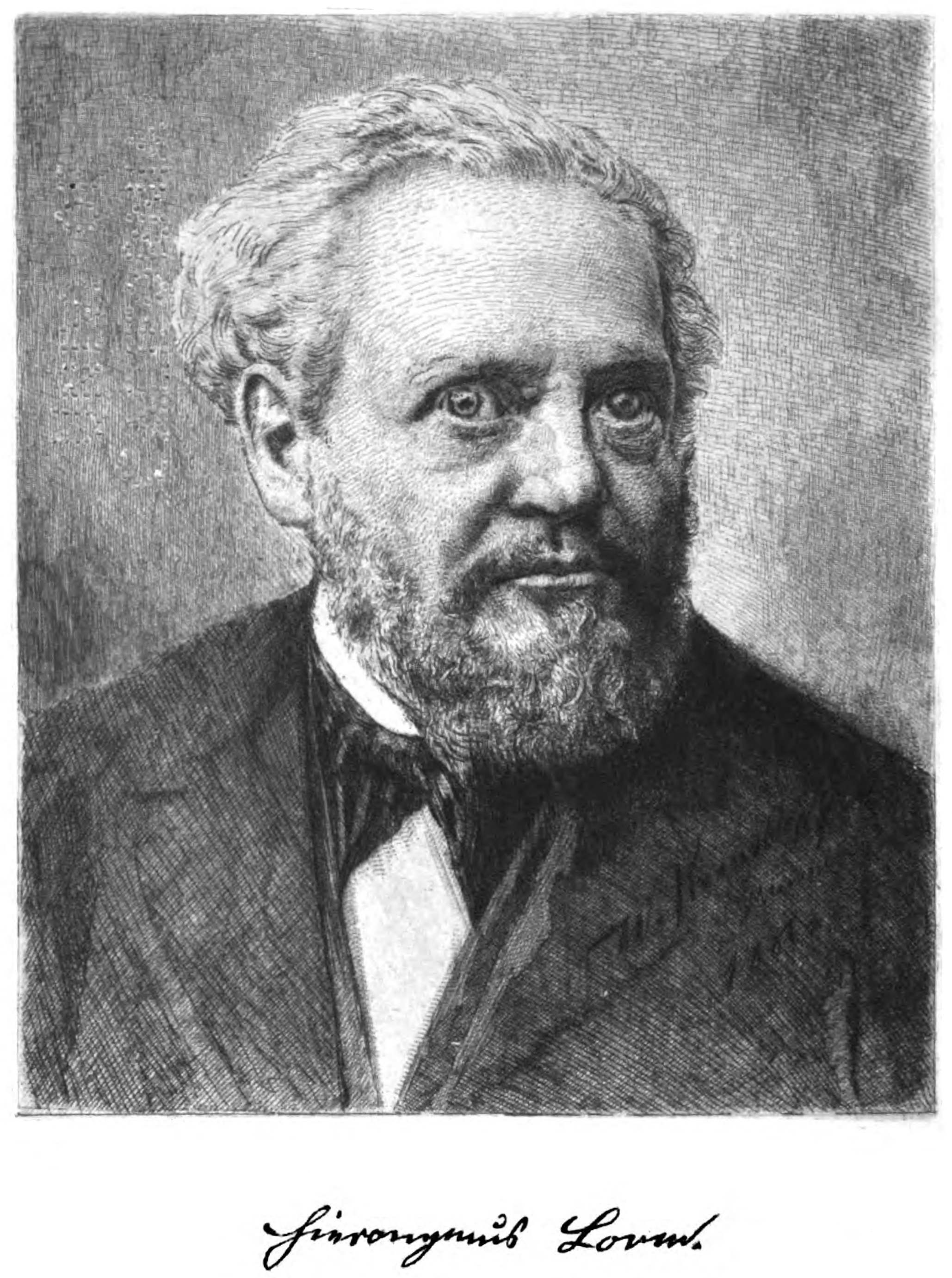
Hieronymus Lorm

Hieronymus Lorm, eigenlijk Heinrich Landesmann (Nikolsburg, 9 augustus 1821 – Brno, 4 december 1902), was een Oostenrijks dichter en maatschappijkritisch schrijver. Hij ontwikkelde een communicatiemethode voor doofblinden die naar hem vernoemd is.
Reeds op jeugdige leeftijd was hij ziekelijk, op zijn vijftiende waren zijn gezichtsvermogen en gehoor al ernstig verslechterd en later werd hij volkomen blind. Hij was nog geen zestien toen enkele van zijn gedichten al in tijdschriften verschenen. Zijn eerste belangrijke literaire werk was Abdul (1843).
- Gemeinsame Normdatei: 11872911X
- International Standard Name Identifier: 0000 0000 8004 2606
- Library of Congress Control Number: n89651591
- Nationale Bibliotheek van Tsjechië: jn19992000608
- Nationale Bibliotheek van Israël: 987007280378105171
- Nationale Bibliotheek van Polen: a0000002628816
- Nederlandse Thesaurus van Auteursnamen: 067777740
- SNAC: w69s4bgg
- Système universitaire de documentation: 070017476
- Virtual International Authority File: 78035575
- WorldCat: E39PCjvwGXyqPrtMCvvTddMfmd